# ジミー・ツトム・ミリキタニ
ジミー・ツトム・ミリキタニ（Jimmy Tsutomu Mirikitani、日本名：三力谷 勉〈みりきたに つとむ〉、1920年6月15日 -2012年10月21日）は、アメリカの路上画家。日系二世。カリフォルニア州サクラメント生まれ。

## 経歴
母国日本の教育を受けるため生後3ヶ月で帰国。母の故郷広島県五日市町（現広島市佐伯区）で18歳まで育つ。軍国主義が強まる日本で兵学校に行くことを拒否。1938年、絵描きになる夢を抱いて自由の国・アメリカへ再び戻る。しかし第二次大戦中の1942年には大統領令により、米国籍を持つにもかかわらず、ツールレイクの日系人の強制収容所に送られた。そこで勧められるままに米国市民権を放棄、終戦後の1947年まで約5年間、数ヶ所の収容所に拘留され続けた。市民権はその後も回復されず、働き場を得られず各地を放浪。1950年代始めにニューヨークに流れ着いた。ここで仏教会の援助を受け料理人として1980年代後半まで約30年間、東海岸を渡り歩きレストラン等で働く。1959年に市民権は回復したが、引越しを繰り返していたため通知は届かなかった。
1980年代後半、雇用主が亡くなり突然住む場所も職も失う。ニューヨークのグリニッジ・ヴィレッジのワシントン・スクエア・パークでホームレスのような生活をしながら、路上でボールペンなどで描いた猫の絵を売る。再び芸術家を目指すが路上生活は長きに及んだ。2001年、ミリキタニの絵を買ったことが縁で映画監督のリンダ・ハッテンドーフと知り合い、ミリキタニの半生と二人の交流を描いたドキュメンタリー映画『ミリキタニの猫（The Cats of Mirikitani）』が製作された。本作品は世界各国の映画祭で高い評価を受け数多くの賞を受賞している。
なお、同作品に出演しているジャニス・ミリキタニ（詩人、フェミニスト）は、いとこの娘にあたる。ジャニスは詩作のほかに、貧困救済のためのプロジェクトや、幼いときに義父から受けつづけた性暴力の経験から児童虐待防止を訴える活動などをしている。
2007年、70年ぶりにミリキタニは日本に帰省。8月6日の広島市の広島平和記念式典にハッテンドーフ監督とともに参列した。小学校時代の先生を原爆で亡くしているため献花し、「仰げば尊し」を朗々と歌い上げまわりを驚かせた。
2012年、脳出血に起因する機能不全のためニューヨーク市内の病院で死去。92歳没。

## 映画『ミリキタニの猫』
映画製作者のリンダ・ハッテンドーフは、2001年に、ソーホーの韓国系スーパーマーケットの横でいつも絵を描いて売っているホームレスのジミーを自宅に連れ帰った。ハッテンドーフはこのことを「その年に起こったアメリカ同時多発テロ事件以降、何か前向きなことをしたいと思うようになったから」、とインタビューで語っている。
彼女はジミーの親戚である詩人や生き別れとなっていた彼の姉を見つけ出し、彼の市民権や社会保障番号を調査しアパートで自活できるようにするなどジミーの社会復帰の手助けをした。
この過程でハッテンドーフはミリキタニのドキュメンタリー映画制作を決め、彼が育った広島や収容所のあったカルフォルニアをともに訪ね、その足跡を追った。タイトルの猫は、ミリキタニが好んで描く題材である。アメリカでもあまり語られない第二次大戦を経験した日系アメリカ人の現実を通し、正義について問いかける作品として反響を呼び、多くの映画賞に輝いた。

## 作品
- 「ピース・キャッツ 『ミリキタニの猫』画文集」、ジミー・ツトム・ミリキタニ（画・言葉）／マサ・ヨシカワ（編著）、2007年8月、武田ランダムハウスジャパン、ISBN 978-4270002384。

## 註
1. 1 2 3  ジャニス・ミリキタニ～言葉の力を信じて、奉仕活動を続ける詩人－その１
2. ↑  “‘Cats of Mirikitani’ Star Dies at 92”.   RAFU SHIMPO (11/02/2012 エラー: 日付が正しく記入されていません。（説明）). 2024年10月21日閲覧。
3. 1 2 3 4 5 6 7  ジミー・ツトム・ミリキタ二回顧展―日系人強制収容所と9.11を体験した反骨のホームレス画家―、立命館大学国際平和ミュージアム「ミリキタニ＋スマ展」 | 丸木美術館
4. ↑  Janice Mirikitani Densho Encyclopedia
5. ↑  Childhood Sexual Abuse: A Reference Handbook Karen L. Kinnear, ABC-CLIO, Jan 1, 2007
6. ↑  “「ミリキタニの猫」のミリキタニさん死去”.   朝日新聞 (2012年10月27日). 2017年4月23日閲覧。